# Tour du Piémont 2012
La 98e édition du Tour du Piémont a eu lieu le 27 septembre 2012. Elle a été remportée en solitaire par le Colombien Rigoberto Urán (Sky) devant l'Italien Luca Paolini (Katusha) et l'Espagnol Gorka Verdugo (Euskaltel-Euskadi).
L'épreuve fait partie de l'UCI Europe Tour 2012 en catégorie 1.HC.

## Présentation

### Équipes
Classé en catégorie 1.HC de l'UCI Europe Tour, le Tour du Piémont est par conséquent ouvert aux UCI ProTeams dans la limite de 70 % des équipes participantes, aux équipes continentales professionnelles, aux équipes continentales italiennes et à une équipe nationale italienne.
18 équipes participent à ce Tour du Piémont : 11 ProTeams et 7 équipes continentales professionnelles :
| Nom de l'équipe        | Pays        | Code |
| ---------------------- | ----------- | ---- |
| Astana                 | Kazakhstan  | AST  |
| BMC Racing             | États-Unis  | BMC  |
| Euskaltel-Euskadi      | Espagne     | EUS  |
| Garmin-Barracuda       | États-Unis  | GRM  |
| Katusha                | Russie      | KAT  |
| Lampre-ISD             | Italie      | LAM  |
| Liquigas-Cannondale    | Italie      | LIQ  |
| Movistar               | Espagne     | MOV  |
| RadioShack-Nissan      | Luxembourg  | RNT  |
| Saxo Bank-Tinkoff Bank | Danemark    | STB  |
| Sky                    | Royaume-Uni | SKY  |

| Nom de l'équipe              | Pays        | Code |
| ---------------------------- | ----------- | ---- |
| Acqua & Sapone               | Italie      | ASA  |
| Androni Giocattoli-Venezuela | Italie      | AND  |
| Argos-Shimano                | Pays-Bas    | ARG  |
| Colnago-CSF Inox             | Irlande     | COG  |
| Colombia-Coldeportes         | Colombie    | COL  |
| Farnese Vini-Selle Italia    | Royaume-Uni | FAR  |
| Utensilnord Named            | Irlande     | UNA  |

## Classement final
|    | Coureur            | Pays     | Équipe            |    | Temps           |
| -- | ------------------ | -------- | ----------------- | -- | --------------- |
| 1  | Rigoberto Urán     | Colombie | Sky               | en | 4 h 30 min 21 s |
| 2  | Luca Paolini       | Italie   | Katusha           | +  | 6 s             |
| 3  | Gorka Verdugo      | Espagne  | Euskaltel-Euskadi |    | 7 s             |
| 4  | Sergio Henao       | Colombie | Sky               |    | 11 s            |
| 5  | Carlos Betancur    | Colombie | Acqua & Sapone    |    | 11 s            |
| 6  | Mauro Santambrogio | Italie   | BMC Racing        |    | 11 s            |
| 7  | Daniele Bennati    | Italie   | RadioShack-Nissan |    | 27 s            |
| 8  | Greg Van Avermaet  | Belgique | BMC Racing        |    | 27 s            |
| 9  | Giovanni Visconti  | Italie   | Movistar          |    | 27 s            |
| 10 | Simone Ponzi       | Italie   | Astana            |    | 27 s            |

## Liste des participants
- Liste de départ complète